# カラスザメ
カラスザメ Etmopterus pusillus はカラスザメ科に属するサメの一種。太平洋・大西洋に広く分布する。深度0 - 1,000メートルの範囲で日周鉛直移動を行う。リュウキュウカラスザメと種群を構成する。体は細長く暗褐色、体側に黒い模様がある。50センチメートルに達する。卵胎生で成長は遅い。餌は小さなイカ・魚・魚卵。IUCNは保全状況を軽度懸念としている。

## 分類

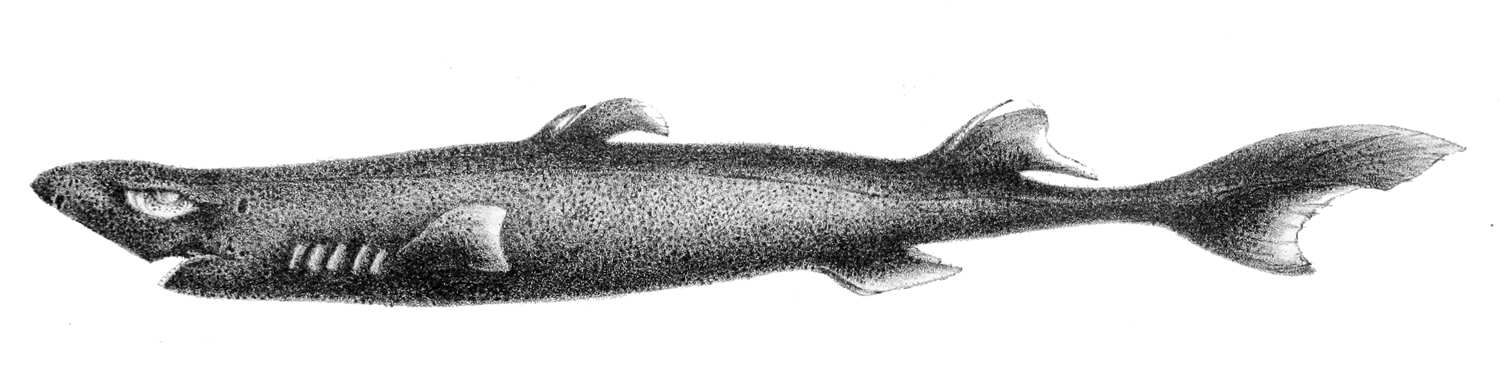
A history of the fishes of Madeira (1843) によるイラスト

1839年、イギリスの生物学者Richard Thomas Loweが学術誌Transactions of the Zoological Society of Londonにおいて、Acanthidium pusillumの名で記載した。その後本種はカラスザメ属 Etmopterus に移された。種小名 pusillus はラテン語で"弱い"を意味する。リュウキュウカラスザメと共に、乱雑に並んだ切り株状の皮歯を特徴とする種群を構成する。

## 分布
大西洋では、西はメキシコ湾からアルゼンチン、東はポルトガルからカーボベルデ・アゾレス諸島・南アフリカ、大西洋中央海嶺上。インド洋では、クワズール・ナタール州沖・マダガスカル。太平洋では東シナ海から南日本・天皇海山群・オーストラリア沖・ニュージーランド・ナスカプレート上（Amber Seamountからサラ・イ・ゴメス島沖）から報告されている。
大陸棚・大陸斜面の海底付近（深度274 - 1,000m）に生息する。1,998メートルまで潜る可能性もある。ポルトガル南方沖のデータによると、岩礁底を好み日周鉛直移動を行うようである。南大西洋では、外洋の0 - 708メートルにも生息。熱水噴出孔でも確認されている。

## 形態

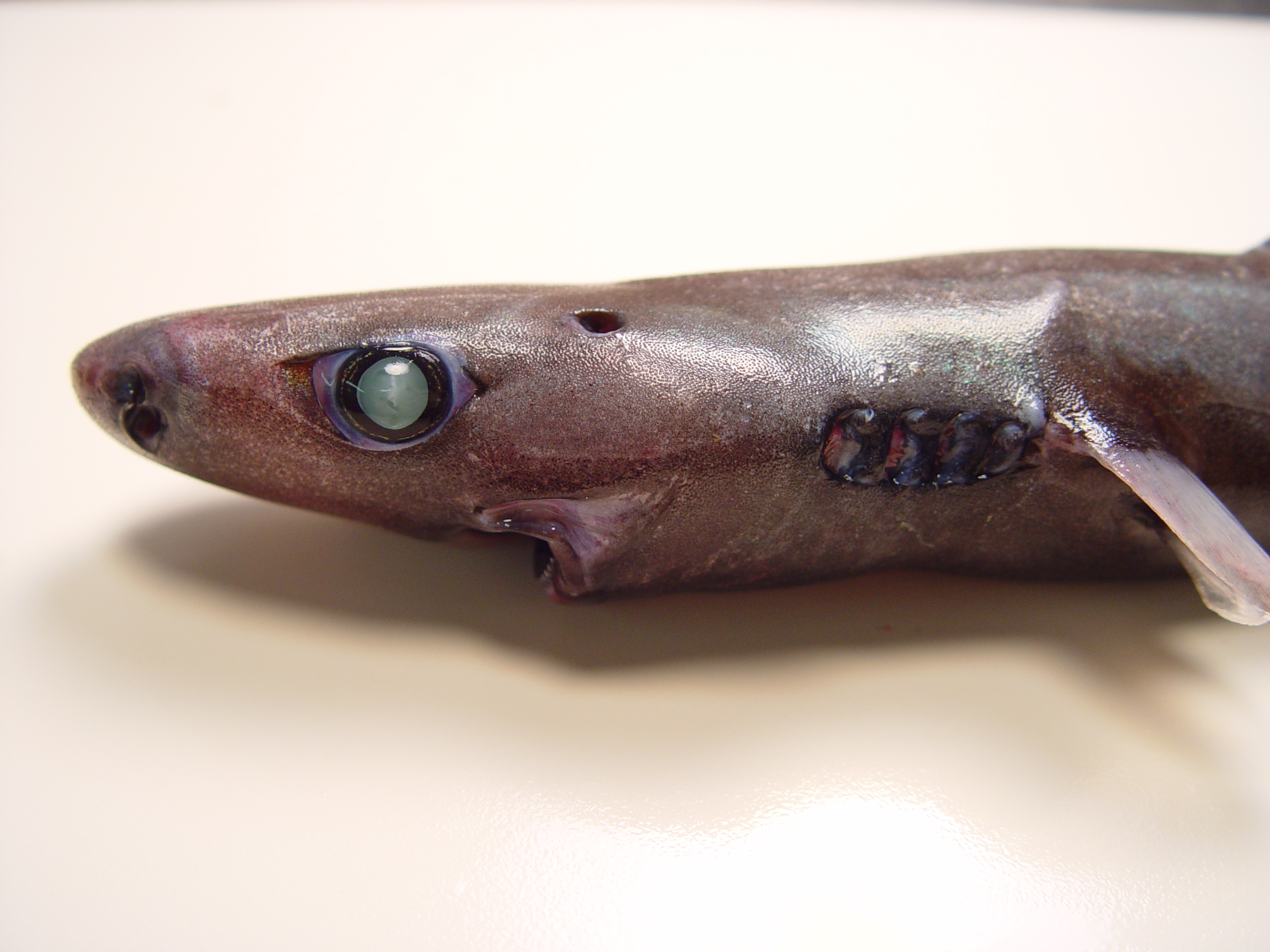
頭部

骨格は華奢で、大きな頭部、大きな楕円形の眼、鼻孔には短い前鼻弁がある。上顎歯列は22 - 31、下顎は30 - 53。上顎歯の尖頭は細く滑らかで、1 - 2対の小尖頭が隣接する。38センチメートルを超える雄では小尖頭が増える。下顎歯は滑らかでナイフ状の尖頭を持ち、全ての歯が基部で結合して一枚の刃を構成している。大きな5対の鰓裂がある。
胸鰭は丸く、その後端上方に第一背鰭があり、背鰭前部には頑丈な棘がある。第二背鰭は第一より大きく、棘も長い。腹鰭は低く角張り、臀鰭はない。尾鰭は短くて幅広く、下葉は発達して上葉には欠刻がある。皮歯は小さく塊状で、間隔が広く乱雑に並んでいるために滑らかな印象を与える。体色は一様な暗褐色で、腹鰭上部からその前後にかけて体側に黒い模様が伸びる。リュウキュウカラスザメに似るが、本種は50センチメートルを超えず、腸の螺旋弁の数が少ない（本種は10 - 13、リュウキュウカラスザメは16 - 19）ことで区別できる。

## 生態

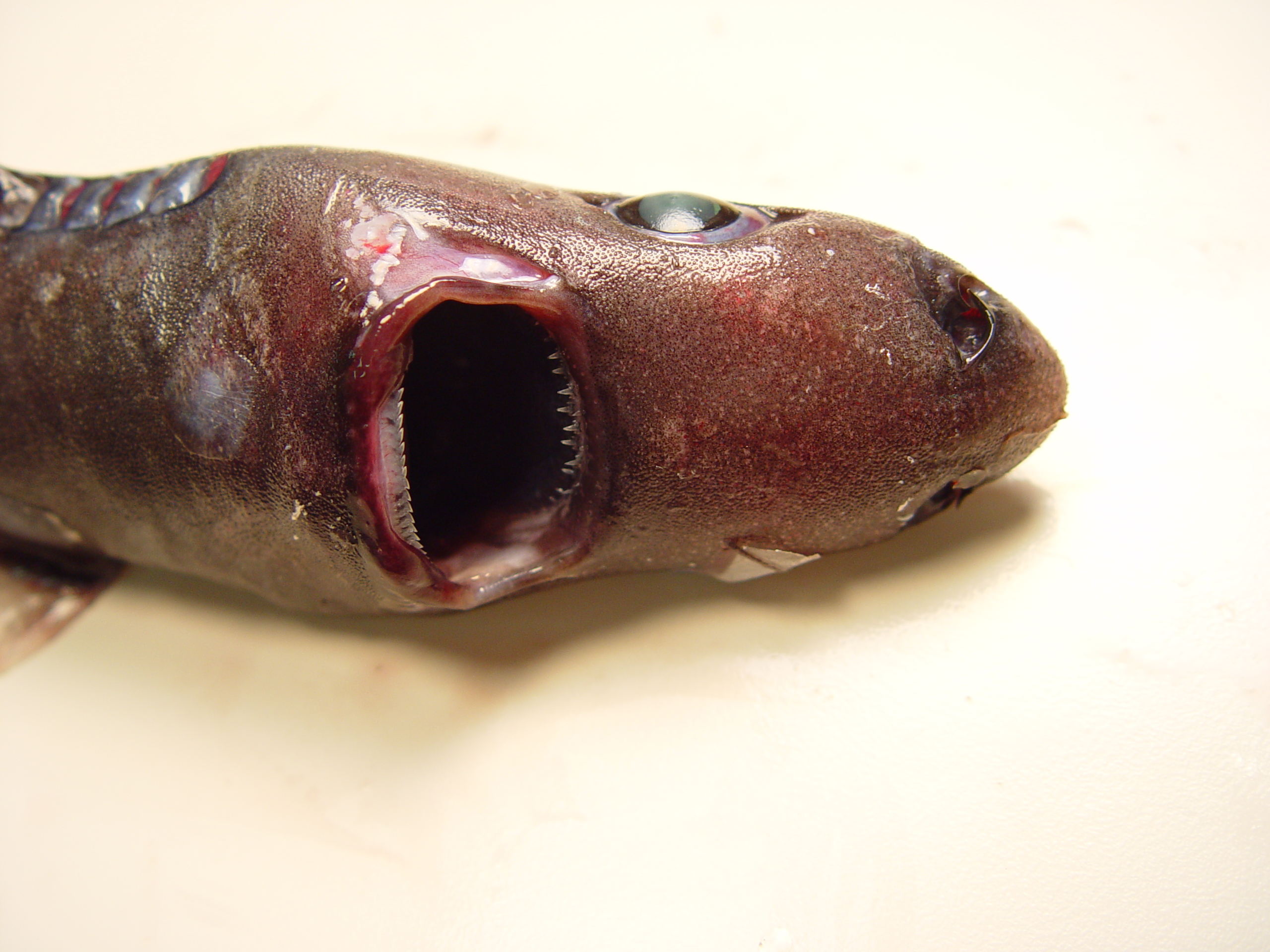
歯は性的二型を示す

餌はイカ・小型のツノザメ・ハダカイワシ・魚卵。卵胎生で胚は卵黄栄養で育つ。産仔数は10。雄は31 - 39センチメートル、雌は38 - 47センチメートルで性成熟する。性成熟時のサイズは地域によって異なり、西大西洋ではクワズール・ナタール州沖より大きい。成長は遅く、体は成長と共に細長くなっていく。ポルトガル南方沖からのデータでは、最低でも雄は13年、雌は17年生きる。

## 人との関連
東部大西洋、日本沖合などで、大量の稚魚が延縄で、少数が底引き網や定置網で混獲されている。ポルトガル南方沖では、深海漁業で多く混獲される3種のサメのうちの1種である。ほとんどは廃棄されるが、少数が干物・塩漬け・魚粉などとして利用されていると見られる。繁殖力は低く成長も遅いため、持続的な漁業圧には耐えられないと考えられる。だがこのような事態を示す証拠はなく、分布域も広いことからIUCNは保全状況を軽度懸念としている。
比較的多く漁獲されるため沼津港深海水族館といった水族館などで短期の飼育記録はあるが、長期飼育はいまだに成功していない。